# Louis
Louis är det franska namnet som motsvaras av Ludvig. Den kvinnliga varianten av namnet är Louise.
2017 fanns det 1962 män i Sverige med namnet, 512 av dessa hade det som förstanamn/tilltalsnamn. Louis betyder kämpe.

## Personer som heter Louis
- De 19 olika franska kungar, som på svenska har fått den tyska namnformen Ludvig, heter Louis på franska
- Louis Agassiz, schweizisk-amerikansk forskare och professor
- Louis Alexandre Berthier, fransk marskalk
- Louis Althusser, fransk marxistisk filosof
- Louis Anquetin, fransk konstnär
- Louis Aragon, fransk författare
- Louis Armstrong, amerikansk musiker
- Louis Backman, svensk läkare och farmakolog
- Louis Barthou, fransk politiker
- Louis Blériot, fransk flygpionjär
- Louis Gabriel Ambroise de Bonald, fransk filosof och politiker
- Louis Bonaparte, bror till Napoleon I
- Louis Borno, haitisk president
- Louis Braille, fransk blindlärare
- Louis Breguet den äldre (1804–1883), fransk urmakare och fysiker
- Louis Breguet den yngre (1880–1955), fransk flygpionjär och flygplanskonstruktör
- Louis de Broglie, 1892–1987,  fransk fysiker, nobelpristagare 1929
- Louis Antoine de Bougainville, fransk sjöfarare, upptäcktsresande och författare
- Louis Cavagnari, brittisk militär och diplomat
- Louis-Alexandre de Cessart, fransk väg- och vattenbyggare
- Louis Chevrolet, schweizisk racerförare
- Louis Jacques Mandé Daguerre, fransk uppfinnare, fotograf, konstnär och kemist
- Louis De Geer (1587–1652), finans- och industriman
- Louis De Geer (1622–1695), finans- och industriman
- Louis De Geer (1818–1896), friherre, ämbetsman, politiker, statsminister
- Louis De Geer (1854–1935), friherre, ämbetsman, politiker, statsminister
- Louis Deland, svensk sångare och skådespelare
- Louis Jean Desprez, fransk arkitekt, målare och grafiker
- Louis Durey, fransk kompositör, en av Les Six
- Louis Forton, fransk serieskapare
- Louis Franchet d'Espérey, fransk militär
- Louis Gallait, belgisk målare
- Louis Godin, 1704–1760, fransk astronom, deltog i gradmätningsexpeditionen till Sydamerika
- Louis Moreau Gottschalk, amerikansk musiker
- Louis Hennepin, belgisk präst, upptäcktsresande i Nordamerika
- Louis Herrey, svensk sångare
- Louis Jordan, fransk skådespelare
- Louis Jouvet, fransk skådespelare
- Louis Kahn, amerikansk arkitekt
- Louis Leakey, brittisk antropolog
- Louis Lerch, österrikisk-tysk skådespelare
- Louis Levy, dansk journalist och författare
- Louis Malle, fransk filmregissör
- Louis Marcoussis, fransk konstnär
- Louis Masreliez, svensk målare, tecknare, grafiker och inredningsarkitekt
- Louis McLane, amerikansk politiker, diplomat och advokat
- Louis Moilliet, schweizisk konstnär
- Louis Mountbatten, 1900–1979, brittisk sjöofficer, vicekung av Indien
- Louis Néel, fransk fysiker och nobelpristagare
- Louis Palander, 1842–1920, svensk sjöofficer, deltog i Vegaexpeditionen, sjöminister
- Louis Pasteur, fransk kemist och biolog
- Louis Le Prince, fransk uppfinnare
- Louis Renault, fransk uppfinnare och industriman
- Louis Renault, fransk jurist och diplomat
- Louis Riel, kanadensisk politiker
- Louis Saha, fransk fotbollsspelare
- Robert Louis Stevenson, brittisk författare
- Louis Sullivan, amerikansk arkitekt
- Louis Theroux, brittisk-amerikansk journalist
- Louis Tomlinson, brittisk sångare i One Direction
- Louis Jules Trochu, fransk militär och politiker
- Louis Le Vau, fransk arkitekt
- Louis Verneuil, fransk dramatiker, filmmanusförfattare, regissör och skådespelare
- Louis Vierne, fransk musiker
- Louis Vuitton, fransk företagare
- Louis Wain, brittisk konstnär